# Greencastle (Pensilvania)
Greencastle es un borough ubicado en el condado de Franklin en el estado estadounidense de Pensilvania. En el año 2000 tenía una población de 3,722 habitantes y una densidad poblacional de 1,034 personas por km².

## Geografía
Greencastle se encuentra ubicado en las coordenadas 39°47′22″N 77°43′36″O / 39.78944, -77.72667.

## Demografía
Según la Oficina del Censo en 2000 los ingresos medios por hogar en la localidad eran de $58,031 y los ingresos medios por familia eran $86,250. Los hombres tenían unos ingresos medios de $35,719 frente a los $44,107 para las mujeres. La renta per cápita para la localidad era de $42,844. Alrededor del 17.7% de la población estaba por debajo del umbral de pobreza.